# Radon
A radon a periódusos rendszer 86. eleme (vegyjele: Rn). Színtelen, szagtalan és radioaktív (egészségre ártalmas) nemesgáz; az egyik legnehezebb gáz. Legstabilabb és egyben leggyakoribb izotópja a 222Rn, az 238U (urán) bomlási sorának tagja. A jóval ritkább 220Rn (toron) a 232Th, a 219Rn (aktinon) pedig az 235U bomlási sorának terméke. A radioaktív háttérsugárzás körülbelül 40%-át a radon és rövid felezési idejű bomlástermékei okozzák, melyek mindig jelen vannak a lakóhelyiségek légterében és kisebb koncentrációban a szabad levegőben is: a szabad levegőn mért radon aktivitás-koncentráció mérsékelt égövi világátlaga 5 Bq/m³, a lakóhelyiségekben mért radon-koncentráció világátlaga 50 Bq/m³.
A radon név a rádium emanáció kifejezésből keletkezett, mely a radon régi neve volt.  A radon a rádiumból keletkezik (lásd alább), az emanatio latinul kifolyást jelent.

## Forrása, keletkezése
Természetes környezetünkben a radon forrása a kőzetekben (talajokban) található rádium. A 222Rn az 1622 év felezési idejű 226Ra (rádium) alfa-bomlásából keletkezik, és szintén alfa-részecske kibocsátásával bomlik. Felezési ideje 3,824 nap. A toron anyaeleme a 3,64 nap felezési idejű 224Ra, az aktinoné a 11,4 nap felezési idejű 223Ra. A toron felezési ideje 55,6 s, az aktinoné 3,9 s.
A kőzetszemcsékben lévő rádiumatomokból keletkező radonatomok egy része kiszabadul a pórustérbe.
A radonkibocsátási hányados az az arányszám, amely megmutatja, hogy a rádium bomlásából keletkező radon hány százaléka jut ki a légtérbe. Ez az érték a különböző kőzetekben néhánytól 70%-ig változhat aszerint, hogyan helyezkedik el a 226Ra a szemcsékben, illetve felületükön, milyen a kőzet szemcseeloszlása és víztelítettsége (a pórustér vízzel töltött hányada). A hányados értéke talajokban jellemzően 20–50%.
A szilárd halmazállapotra lehűtött radon a sötétben világít, mert ionizálja a levegő molekuláit.

## Élettani hatásai
A radon α-sugárzó, bomlástermékei között két további alfa-sugárzó van: a 218Po és a 214Pb.
A belélegzett radont általában ki is lélegezzük; közvetlen élettani szerepe elhanyagolható. Különösen veszélyessé akkor válik, ha bomlástermékei megtapadnak a levegőben található aeroszol részecskéken, majd a tüdő falán. Éppen ezért minél több a légköri aeroszol, annál több bomlástermék juthat szervezetünkbe – tehát a sok aeroszol kibocsátásával járó dohányzás jelentősen növeli a tüdő sugárterhelését. A klinikai és szövettani vizsgálatok szerint a radon okozta rákbetegség kialakulásának helye az esetek zömében a centrális légutak elágazásainak csúcsa, azaz a karina régiója – az a hely, ahol az aeroszolok kiülepedése igen erőteljes. A tüdő falán megtapadt bomlástermékek a hörgők és a tüdő belső felületét borító bronchiális és alveoláris hámsejteket közvetlenül sugározzák be. Mivel az α-részecskék hatótávolsága élő szövetben 30 μm körül van, e sugárzás jelentős részét már a bőrt borító, elhalt hámsejtek felfogják – ezért a légköri radon kizárólag a tüdőt veszélyezteti; más szövetek, szervek károsodása szinte teljesen kizárható.
Az Oxfordi Egyetem kutatásai szerint a zárt terekben (például lakásokban) felhalmozódó radon felelős a tüdőrákos esetek 9%-áért és az összes rákos megbetegedés 2%-áért, dohányosoknál pedig a radon 25-szörös kockázatot jelent. A veszély rendszeres szellőztetéssel jelentősen csökkenthető. A tüdőrákot okozó tényezők sorában a radon a cigaretta után a második helyen áll.
A gyógyászatban (radioterápiában) használják.